# Balada
Balada (balata) – staroprowansalski gatunek literacki, odmiana pieśni tanecznej.
Nazwa balada wywodzi się od prowansalskiego czasownika balar ’tańczyć’. Balada jest bliska innemu prowansalskiemu gatunkowi pieśni tanecznej o nazwie dansa. Starofrancuskim odpowiednikiem balady było ballette (ballete), zaś staroportugalskim – bailada (baylada). W XIV–XV w. we Francji pod wpływem prowansalskiej balady ukształtowała się ballada.
Zachowało się tylko sześć utworów tego gatunku. Mają one prostą budowę – składają się z jednorymowych zwrotek, mających od 2 do 4 wersów, oraz refrenu łączącego się za pośrednictwem przejściowego rymu.